# Anydrophila imitatrix
Anydrophila imitatrix är en fjärilsart som beskrevs av Hugo Theodor Christoph 1887. Anydrophila imitatrix ingår i släktet Anydrophila och familjen nattflyn. Inga underarter finns listade i Catalogue of Life.